# Behavioralismus
Der Behavioralismus ist ein streng individualistischer Forschungsansatz innerhalb der Politikwissenschaft, der individuelles politisches Verhalten und kollektive politische Erscheinungen kausal mittels des methodologischen Individualismus zu erklären sucht. Er macht dazu die Verhaltens- und die Handlungstheorie nutzbar.
Die Ursprünge des Behavioralismus liegen in der psychologischen Forschung in den USA der 1940er Jahre. Wichtige Wegbereiter waren besonders Charles Merriam, Harold Lasswell (Chicago School), ferner auch Gabriel Almond, Herbert A. Simon und David Truman.
In der empirischen Politikwissenschaft stellt er die gegenwärtig wichtigste Strömung dar und ist konzeptionell und methodisch weit entwickelt. Die Schwerpunkte liegen innerhalb der Analyse und Vergleich politischer Systeme, Einstellungsforschung, Konfliktforschung, Parteien- und Verbändeforschung und der Policy-Analyse.

## Grundlagen
Sowohl Verhaltens- als auch Handlungstheorien erfassen Eigenschaften der Personen und entwickeln daraus sehr ähnliche Vorhersagen. Verhaltenstheorien machen dabei deterministische Kausalitätsaussagen (Stichworte kausal, Außenleitung, Notwendigkeit), Handlungstheorien haben hingegen ein wahrscheinlichkeitstheoretisches Kausalitätsverständnis (intentional, final, freier Wille).

### Verhaltenstheorie

#### Modelle

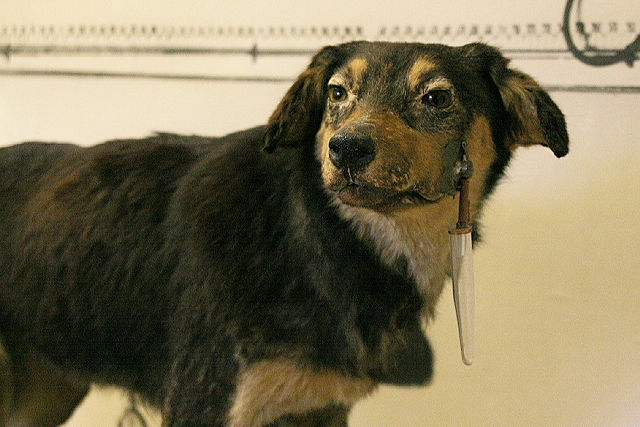
Einer der Hunde Pawlows

Der anfängliche, strenge Behaviorismus verbindet sich mit der tierischen Verhaltenstheorie und dem Namen Pawlow, für sein berühmtes Hunde-Experiment. Dabei konnte Pawlow bei einem Hund schon allein durch Ertönen einer Glocke Speichelfluss auslösen, wenn er nur vorher darauf trainiert war, indem mehrere Male zuvor der Hund das Läuten immer im Zusammenhang mit der Fütterung zu hören bekam. Er entwickelte daraus das Modell der „klassischen Konditionierung“, auch als „Reiz-Reaktionsschema“ oder „Stimulus-Response-Konzept“ (S-R) bezeichnet.
Im modifizierten Behaviorismus wirken nicht nur externe Reize, auf die mit Notwendigkeit eine bestimmte Reaktion erfolgt, sondern auch mentale Zustände wie Emotionen und Bewusstsein (Edward Thorndike). In der kognitiven Verhaltenstheorien werden diese weiter ausgeführt und umfassen Wünsche, Bedürfnisse, Wahrnehmungen und Überzeugungen der Menschen. Diese modifizieren die Reaktion und werden im Modell des Stimulus-Organismus-Response (S-O-R-Konzept) erfasst.
Verhalten als sichtbare oder mentale Aktivität kann also durch Reize erlernt werden. Belohnungen und Bestrafungen (positive und negative Sanktionen) verstärken dabei gegebene Reize.

#### Hypothesen
Die allgemeine Verhaltenstheorie trifft dabei folgende Kausalitätsaussagen:
1. Je eher ein bestimmtes Verhalten belohnt wird, desto eher wird es gezeigt.
2. Je höher der Wert der Belohnung, desto eher wird ein Verhalten gezeigt.
3. Je geringer eine Bestrafung, desto häufiger wird ein bestimmtes Verhalten gezeigt.
4. Je höher eine Bestrafung, desto seltener tritt ein Verhalten auf.
5. Je regelmäßiger ein bestimmtes Verhalten in gleicher Weise belohnt wird, desto stärker sinkt der Wert einer Belohnung (Grenznutzen: das erste Glas hat für einen durstigen einen höheren Wert, als die folgenden, z. B. noch ein Zehntes.)
6. Je regelmäßiger eine Belohnung erfolgt, desto seltener wird ein bestimmtes Verhalten gezeigt (Sättigung).
7. Je unregelmäßiger eine Belohnung erfolgt, desto eher wird ein Verhalten gezeigt.
8. Wird ein ehemals belohntes Verhalten nicht länger belohnt, so sinkt die Häufigkeit seines Auftretens (Löschung oder Extinktion).
9. Eine Löschung ist umso geringer, je stärker zuvor belohnt wurde (Häufigkeit, Wert, Unregelmäßigkeit).

#### Problem der kognitiven Dissonanz
In der Realität macht eine Person aber oft widersprechende Erfahrungen auf gleiches Verhalten. Was beispielsweise im Freundeskreis gern gesehen (und belohnt) wird, muss dies noch lange nicht bei den Eltern. In der Summe wird das Verhalten gezeigt, das die höchste Belohnung bzw. die geringste Bestrafung einbringt („nutzenmaximierend“).
Eine solche Bewertung und gegeneinander Aufrechnung verschiedener Sanktionen erfordert in jedem Einzelnen eine klare Präferenzhierarchie. Tatsächlich haben Menschen jedoch eine solche nicht, und die Präferenzen widersprechen sich zudem teilweise noch. Nach der Theorie der kognitiven Dissonanz (Leon Festinger 1957), werden nicht übereinstimmende Kognitionen vom Menschen ignoriert, da sie sonst zu (sein Selbstbild bedrohenden) inneren Spannungszuständen führen. Dissonante Erfahrungen werden verdrängt.

### Handlungstheorie
Während die Verhaltenstheorie einen strikt kausalen Zusammenhang zwischen Reiz, Kognition und Reaktion sieht, relativiert die Handlungstheorie dies und geht nur von wahrscheinlichen Zusammenhängen zwischen dem als Person begriffenen Menschen und seinen Handlungen aus. Der Mensch als Persönlichkeit reagiert nicht nur, sondern setzt sich in Arbeitsprozessen bewusst und schöpferisch mit seiner Umwelt auseinander.
Im Zentrum steht also hier das intentionale und interpretative Verhalten des Menschen. Die gesellschaftlichen Phänomene werden aus den Intentionen, Situationsdefinitionen, Handlungen und Interaktionen der Individuen erklärt.

#### Basismodell
Eine Person ist das Resultat von Sozialisationsprozessen, in welchen die Fähigkeiten und Handlungsmotivationen entstehen. Die Sozialisation führt seit der Kindheit zu Internalisierung von Verhaltenserwartungen der Außenwelt. Diese Erwartungen seitens primärer und sekundärer Referenzgruppen wie Familie und Freunde werden zu eigenen Handlungsmotiven. Darüber hinaus wird in der Interaktion mit anderen die eigene Rolle, also die eigene gesellschaftliche Position herausgebildet. Durch Rollenübernahme kommt es zur Verallgemeinerung eigener Urteile, welches zur Basis des abstrakten und des moralischen Denkens wird. Mit M. Schmid kann man eine Person definieren als ein „aktiv und kompetent handelndes System, das seine Identität im Rahmen eines sprachlich vermittelten und gesellschaftlich geprägten Sozialisationsprozesses gewinnt.“
Da in der Realität Menschen immer mehrere Ziele zur gleichen Zeit verfolgen, ist es zur Auswahl einer Handlung in einer gegebenen Situation notwendig, die eigenen Ziele zu ordnen und zu hierarchisieren. Diese so genannte Präferenzordnung wird neben den Reizen durch die Person, Rolle und Sozialisation geprägt.
Die Situationen, in der Personen agieren, ändern sich. Diese Situationen werden verstanden als die Summe aller Restriktionen für das eigene Handeln, wie Knappheit von Geld, Zeit oder Raum, das Handeln und die Präferenzen anderer Personen sowie die bestehenden soziale Normen und Gesetze. Personen müssen dabei selber die Situationsdefinitionen vornehmen, d. h. sie handeln nicht auf Grundlage der objektiven Gegebenheiten, sondern gemäß ihrem subjektiven Glauben, wie die Situation beschaffen ist. Alles menschliche Handeln vollzieht sich somit unter Unsicherheit.
Personen richten nun ihr soziales Handeln aneinander aus, sie treten also miteinander in (strategische) Interaktion. Durch diese Abhängigkeit eines jeden von jedem entsteht eine spezifische soziale Situation, in welcher Menschen durch Koordination ihrer Handlungen, zu Kooperation bis hin zur Entwicklung von komplexen Gesellschaften in der Lage sind. Dies kann aber nur gelingen, wenn durch Sozialisations- und Internalisierungsprozesse ein Parallelisieren der individuellen Ziele, Erwartungen und Handlungsoptionen möglich wird. So sind beispielsweise an soziale Rollen bestimmte Handlungserwartungen geknüpft (Rollenerwartungen).
In der Handlungstheorie sind Regeln Restriktionen für das Handeln, da sie bestimmte Handlungen ausschließen. Durch die Regeln der Handlungstheorie werden aus der Unmenge von Handlungsmöglichkeiten nur eine viel geringere Menge als „erlaubt“, d. h. nicht sanktioniert, ausgewählt. Dazu gehören Rechte, also Handlungsfreiheiten, und Normen, also Bestimmungen, wie gehandelt werden soll bzw. muss, beispielsweise in der Sitte oder den Rollenerwartungen zum Ausdruck kommend.
Solange sich Personen auf gemeinsame Regeln geeinigt haben, kann von einem gelungenen Integrationsprozess gesprochen werden. Stabile Gesellschaften setzen solche Integration durch Interaktion voraus. Nur wenn zu viele Menschen abweichen, müssen diese Handlungsregeln modifiziert werden. Für das Individuum sind solche Regeln nicht nur ein störendes Hindernis, sondern sie bieten auch gewisse Garantien, mit welchen Reaktionen bei bestimmten Handlungen zu rechnen ist, und mindern so die prinzipielle Unsicherheit der Handlungsfolgenabschätzung.

#### Typen von Handlungstheorien
Die verschiedenen Handlungstheorien können nach Rationalitätsmodellen und Interaktionsmodellen unterschieden werden, wobei sich in der empirischen Forschung Rationalitätsmodellen eher durchgesetzt haben.
Rationalitätsmodelle
1. Max Webers Typen rationalen Handelns: Zweckrationalität (Zweck, Mittel, Nebenfolgen) und Wertrationalität;
2. Theorie der rationalen Entscheidung: Utilitarismus und Nutzenmaximierung;
3. Organisationssoziologie (Simon, March/Olsen): satisficing und bounded rationality

Interaktionsmodelle
1. Herbert Blumers Symbolischer Interaktionismus: Kommunikation, Interpretation, Situationsdefinition;
2. Talcott Parsons’ Soziologische Systemtheorie: Personen als Rollenträger mit eingeschränkter Handlungsfreiheit;
3. Jürgen Habermas’ Theorie des kommunikativen Handelns: Koordination der Handlungspläne als Motiv, Unparteilichkeit

## Allgemeine Merkmale behavioralistischer Ansätze in der Politikwissenschaft
Die behavioralistischen Ansätze sind strikt empirisch-analytisch, d. h. deskriptiv und wertneutral, orientiert. Sie wollen gesellschaftliche Phänomene nach dem Vorbild der Naturwissenschaften erklären, voraussagen und systematisch analysieren. Dazu beschränkt man sich auf Phänomene, die beobachtet werden können und möglichst quantifizierbare Daten liefern. Dabei will man möglichst keine „reine Forschung“ betreiben, sondern angewandte Forschung, die auf die Lösung gegebener politischer Probleme zielt. Normative Diskussionen werden als wissenschaftlich nicht entscheidbar behandelt.
Ein Kennzeichen des Behavioralismus ist die Interdisziplinarität. Neben der politikwissenschaftlichen Ausrichtung besteht eine große Nähe zur Soziologie und Psychologie („politische Soziologie“). Gemeinsam ist diesen besonders die Betonung von Survey-Methoden, wie Befragungen und so genannte „large-N studies“, also statistisch auswertbare (repräsentative) Datensätze mit vielen Befragten. Forschungsschwerpunkt sind zumeist alle Formen politischen Verhaltens und politischer Partizipation, besonders das Wahlverhalten.

## Erklärungsfaktoren des Politischen Verhaltens
In der Politikwissenschaft wird nicht präzise zwischen dem Verhaltens- und dem Handlungsbegriff unterschieden. Politisch meint, dass dieses menschliche Verhalten vom Individuum politisch gemeint ist und auch politische Wirkung zeitigt. Grundsätzlich können drei Erklärungsfaktoren herangezogen werden: psychische Persönlichkeitsmerkmale, soziale Faktoren und politische „Reize“.

### Psychische Persönlichkeitsmerkmale
Die Triebstruktur (z. B. Aggressionen), die Motivationen (Präferenzen, Leistungsbereitschaft), aber auch die Wahrnehmung, die kognitiven Fähigkeiten und nicht zuletzt die Wertüberzeugungen sind die zentralen psychischen Größen, die zur Erklärung politischen Verhaltens herangezogen wurden und werden.
Auf dieser Grundlage hat beispielsweise Harold Laswell sein Modell des „demokratischen Bürgers“ entwickelt, welcher ein offener Mensch sein müsse, der sich durch Toleranz, Vertrauen in die Mitmenschen und Angstfreiheit auszeichne. Theodor W. Adorno hat als Kennzeichen der „autoritären Persönlichkeit“ Intoleranz, Konfliktscheue, undifferenziertes Denken und fehlendes Vertrauen ausgemacht. Adorno hat hierin eine Nähe zu potentiell faschistischen Verhaltensweisen gesehen. Milton Rokeach und Erwin Scheuch/Hans Dieter Klingemann konnten empirisch zeigen, dass diese Merkmale und die Betonung der Gegenwart (unter Ausblendung der Vergangenheit und Zukunft) typisch für alle extremistischen Orientierungen sind.
Von einer ausgereiften Theorie politischen Verhaltens ist man aber noch weit entfernt. So zeigt sich zwar beispielsweise, dass Personen mit geringem Selbstwertgefühl häufig apolitisch sind, ebenso wie wenig flexible Menschen. Sobald aber beide Merkmale, also Rigidität und geringes Selbstwertgefühl, zusammenkommen, kommt es nicht zu einer Verstärkung, sondern im Gegenteil zu einem aktiven politischen Verhalten.

### Soziale Faktoren
In der Sozialisation werden Primär- (Eltern, Familie, Freunde) und Sekundärbeziehungen (Organisationen wie Gewerkschaften, Kirchen) unterschieden.
Paul Lazarsfeld konnte belegen, dass die „main determinants of party success are the party attachments of small nonpolitical groups“, also die Primärbeziehungen. Kinder sind politisch daher zumeist sehr ähnlich wie ihre Eltern eingestellt (Sozialisationshypothese). Zur Verstärkung der eigenen Position werden sich zumeist auch (unbewusst) politisch gleich/ähnlich gesinnte Freunde ausgesucht (Selektionshypothese). Sekundärbeziehungen zu Organisation sind dagegen für das politische Verhalten nur dann relevant, wenn diese Institutionen auch politische Positionen vertreten.
Soziale Indikatoren wie Schichtzugehörigkeit, Einkommen, Bildung, Beruf,
Wohngegend usw. schaffen Gemeinsamkeiten bezüglich von Werten und Überzeugungen, welche indirekt auf das politische Verhalten rückwirken.

### Politische Reize
Zu den politischen Determinanten des politischen Verhaltens gehören neben den institutionellen Restriktionen (z. B. Wahlrecht, Parteiensystem, Partizipationsmöglichkeiten) besonders noch die politische Kultur und die Ideologie. Entscheidend für die Handlungsentscheidung ist ja nicht die objektive, sondern die subjektiv erlebte, interpretierte Situation. Die politische Kultur, als Summe der in einer Gesellschaft vorherrschenden individuellen politischen Einstellungen (Gefühle, Bewertungen und Wissen), ist dabei eine unabhängige Erklärungsvariable, da Personen im Allgemeinen ungern Außenseiter sind. Ideologien als Ausdruck verfestigter politischer Normen, die einen politisch-normativen Gestaltungsanspruch haben, bilden über die Beeinflussung der Situationseinschätzung eine weitere Motivationsgrundlage.

## Anwendungsgegenstände in der Politikwissenschaft

### Politische Partizipation
Zur politischen Partizipation werden u. a. die Teilnahme an Wahlen, Parteimitgliedschaften, Besuch politischer Veranstaltungen, Besetzung politischer Ämter, Aktivität in Bürgerinitiativen oder NGOs gerechnet. Das Ziel ist die Ausübung von Einfluss auf politische Entscheidungen.
Verba und Nye konnten zeigen, dass die Partizipationsbereitschaft vom sozio-ökonomischen Status abhängt. Je höher der Status, desto höher die Partizipation. Aus empirischen Studien weiß man ferner, dass ökonomisch gut-situierte Bürger neben dieser höheren Bereitschaft auch oft andere und deutlichere politische Einstellungen haben. Daraus ergeben sich demokratietheoretische Konsequenzen: Dem Bedürfnis nach mehr Bürgerbeteiligungen über direktdemokratische Elemente zu entsprechen, dürfte daher zu einer Besserstellung dieser Personen führen, möglichst begleitet durch Bildungsangebote.
Insbesondere gut ausgebildete Bürger sind auch die Träger des von Ronald Inglehart diagnostizierten Wertewandels. In den westlichen Gesellschaften lässt sich danach eine Umorientierung hin zu „postmaterielle Werten“, wie Selbstbestimmung, Umweltschutz, Frieden usw. feststellen. Gerade diese Personengruppe besitzt auch eine deutlich erhöhte Partizipationsbereitschaft. Diese verstärkte Partizipationsbereitschaft wurde durch eine angeblich verbreitete Unzufriedenheit mit dem politischen System gedeutet. Empirisch findet man aber, dass die Bürger durchaus zwischen ihren Einstellungen zur konkreten Politik, denen zum politischen System selbst und den dahinter liegenden Prinzipien unterscheiden. Erhöhte Beteiligungsabsichten haben zumeist Unzufriedenheit mit der konkreten Politik als Ursache.

### Wahlverhalten
Mit Wahlen, als dem wichtigsten Legitimationsmechanismus in Demokratien, haben sich schon viele Theorien und Studien beschäftigt. Die bedeutendsten behavioralistischen Erklärungsansätze sind:
1. Soziologischer Ansatz (Paul Lazarsfeld): Der Einzelne wählt so wie sein soziales Umfeld.
2. Sozialpsychologischer Ansatz (Ann Arbor-Modell): Die Wahlentscheidung wird durch den Grad der Parteiidentifikation bewirkt. Identifikation zerfällt dabei in Kandidatenorientierung und Sachfragenorientierung. Philip E. Converse entwickelt These von der Normalwahl gegenüber Ausnahmesituationen, in denen dieser Ansatz nicht mehr greift (z. B. erste Wahl im wiedervereinigten Deutschland).
3. „Cleavage“-Abhängigkeit (Seymour Lipset, Stein Rokkan): gesellschaftliche Konfliktlinien wie Konfession oder soziale Klasse bestimmen auch das Wahlverhalten.
4. Rationalistische Theorie des Wahlverhaltens (Anthony Downs: An Economic Theory of Democracy, 1957): Die Wahlentscheidung ergibt sich aus einer rationalen Kosten-Nutzen-Analyse. Die Ordnung der Parteien entsprechend dem eigenen Vorteil (Parteiendifferential) führt zur Wahlenthaltung bei indifferentem Ergebnis bzw. zur Wahl der Partei, die den individuell größten Nutzen verheißt.
5. Wertewandel-/Lebensstilansatz (z. B. Ronald Inglehart): Der Wertewandel und der Wandel der Lebensstile führen zunehmend zu einem flexibleren Wahlverhalten, z. B. zur Zunahme der Wechselwähler.

## Kritik
Als Kritikpunkte an behavioralistischen Ansätzen wurden verschiedene Punkte vorgebracht:
1. Die politikwissenschaftliche Substanz muss wichtiger bleiben als die zum Teil sehr mathematische Forschungstechnik;
2. Die verwendete Spezialterminologie bleibt teilweise auf hohem Abstraktionsniveau stehen;
3. Ohne Wertmaßstäbe stabilisiert der technokratische Praxisbezug die herrschenden Verhältnisse;
4. Trotz einer Unmenge von Forschungsansätzen und Detailuntersuchungen wird das Fehlen von zusammenhängenden Überblicken und Synthesen bemängelt (Klaus von Beyme);
5. Die Auswahl (zu) enger Forschungsausschnitte ist oft weniger durch das Erkenntnisinteresse als durch die vorhandene Datenlage bestimmt;
6. Die vornehmlich angewandten Umfragemethoden bergen spezifische Probleme, wie hohe Kosten, Gefahr von Suggestivfragen, funktionieren nur bei Individuen, Unklarheit, ob primär Meinungsanalyse oder auch Verhaltensprognose, statische Betrachtungen mit zu wenig Longitudinal-Studien;
7. Auch die überwiegend angewandten Rationalitätsmodelle haben ihre eigenen Probleme: oft sind menschliche Handlungen wie auch Wählen mehr Routine als echt rational begründbar und für den Durchschnittsmenschen oft zu hohe Rationalitätsanforderungen.